# Pathein hti

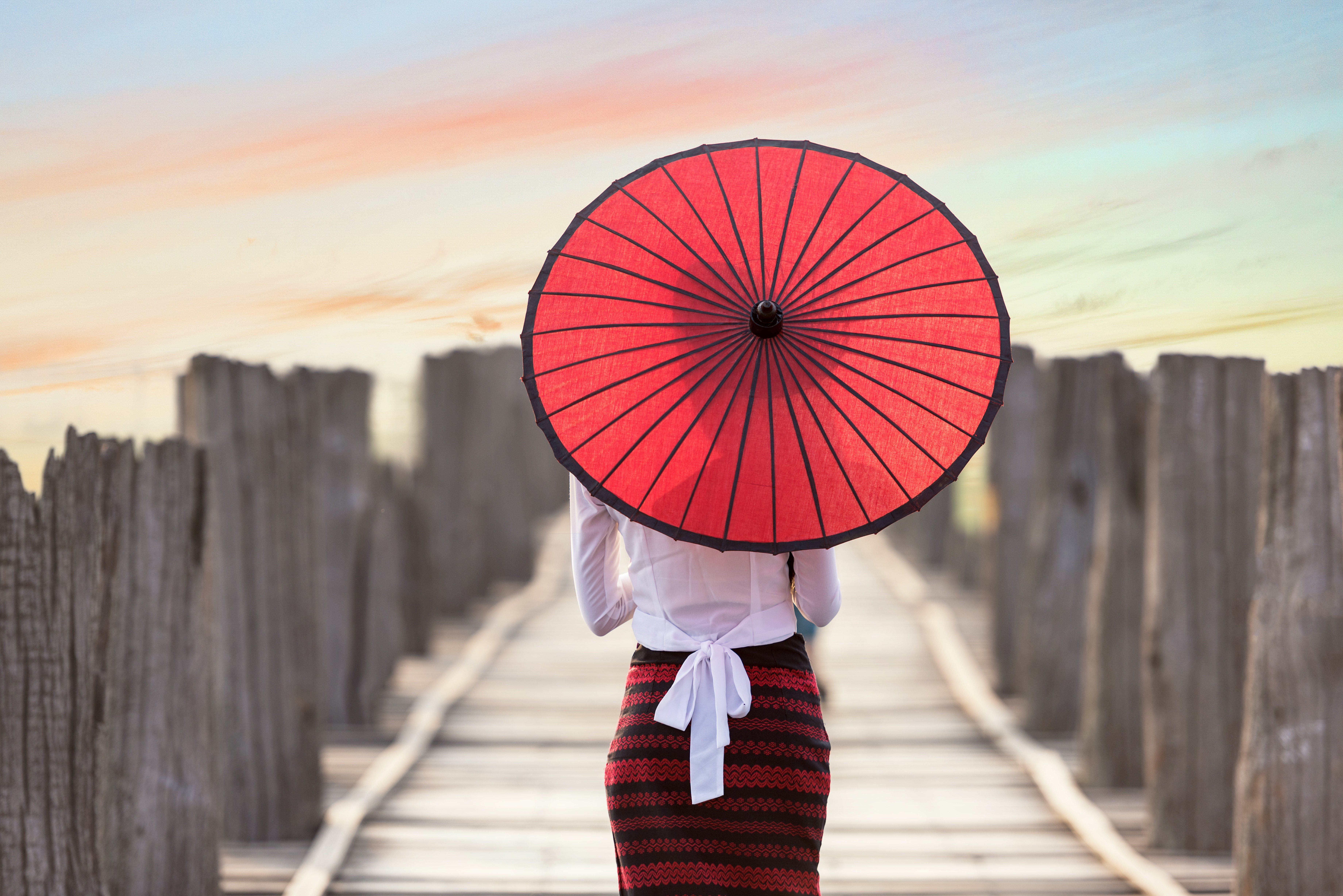
Mujer portando un Pathein hti rojo.

El Pathein hti (en birmano: ပုသိမ်ထီး), literalmente "sombrilla de Pathein", es una sombrilla tradicional de Birmania elaborada a mano con papel, algodón y bambú. Con más de 130 años de historia, inicialmente se utilizaban para protegerse del sol y la lluvia. Hoy en día, son elementos decorativos esenciales en festivales y ceremonias tradicionales, y se han convertido en un popular recuerdo para los visitantes extranjeros.

## Origen e historia
Las sombrillas Pathein hti fueron introducidas hace más de 130 años por U Shwe Sar, un artesano real durante la era del rey Thibau, a finales del siglo XIX. Durante las eras feudales, desde Pagan hasta Konbaung, solo las familias reales y los monjes tenían derecho a usar sombrillas, símbolo de reverencia, poder y nobleza. Esta tradición terminó con la caída de la monarquía de Myanmar en 1885, tras el exilio de Thibau después de la Tercera Guerra Anglo-Birmana. En 1914, U Shwe Sar y sus compañeros se trasladaron a Pathein y comenzaron a fabricar las sombrillas Pathein hti, nombradas así por la región donde se producían.

## Proceso de producción

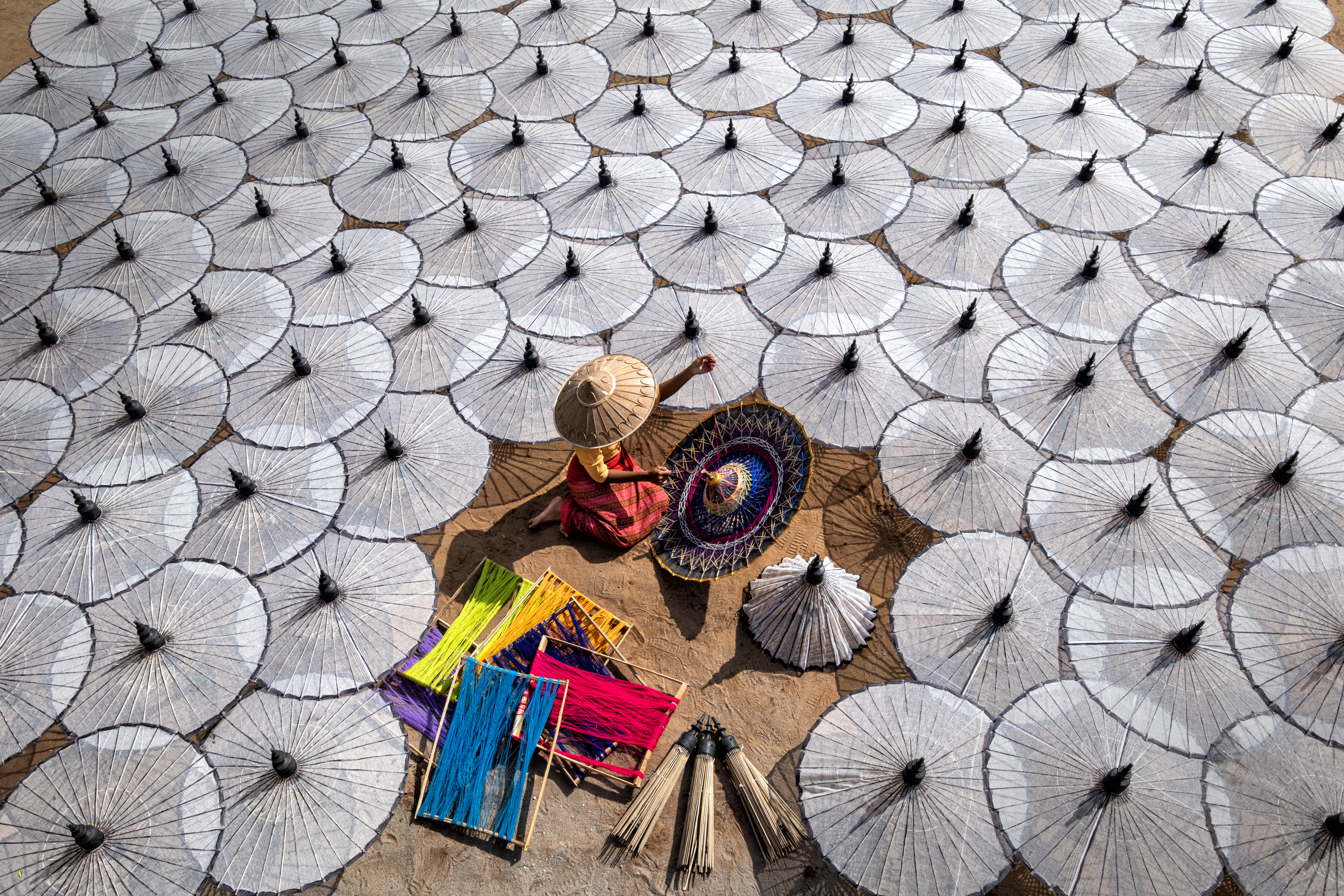
Mujer trabajando en una fábrica de Pathein hti.

La fabricación de una sombrilla Pathein hti es completamente artesanal y consta de múltiples etapas: ensamblaje del marco, unión, teñido, decoración, pulido y control de calidad final. Los materiales principales son madera y bambú. Las varillas de soporte se elaboran con bambú Taragu de al menos nueve años, y el eje principal y el mango se hacen con madera de la especie Nauclea orientalis. Originalmente, el dosel se hacía con papel aceitado, pero actualmente se utiliza tela empapada en aceite, como seda o algodón, para una mayor durabilidad.
El dosel de algodón se tiñe tradicionalmente con Tasae, un tinte natural extraído de frutas, aplicado repetidamente para lograr colores intensos y duraderos. Una vez teñido y seco, se recubre con aceite para mejorar su resistencia al agua. La parte más artística del proceso es la decoración a mano, que incluye intrincados diseños florales y patrones. Existen diversos diseños, desde sombrillas color azafrán para monjes hasta sombrillas más coloridas conocidas como "sombrillas de belleza".

## En la sociedad
Principalmente, se utilizan en festivales de Myanmar como el festival Ka-htain, el festival del agua Thingyan y otras ceremonias religiosas budistas. También forman parte de las ceremonias locales de noviciado Shinbyu, especialmente durante la danza U Shwe Yoe y Daw Moe. Estos eventos muestran la sombrilla Pathein hti no solo como un objeto práctico, sino también como un símbolo del orgullo cultural, el arte y la tradición de Myanmar. Además, es un recuerdo muy conocido de Myanmar para los visitantes extranjeros y es una opción popular para los viajeros locales que buscan llevar regalos después de visitar Pathein.
Sin embargo, en tiempos recientes, los pequeños negocios que utilizan métodos tradicionales han enfrentado dificultades económicas debido a la disminución de la demanda, la escasez de materias primas y la falta de trabajadores capacitados. Estas tendencias se han agravado desde 2011 y con el crecimiento económico del país en la década de 2010.
La industria principal de fabricación de sombrillas está representada en el Museo Cultural de Pathein como un patrimonio cultural intangible destacado de la región.